# Ytspänning
Denna artikel berör fenomenet ytspänning. För den svenska kortfilmen från 1991 med samma namn, se Ytspänning (film).

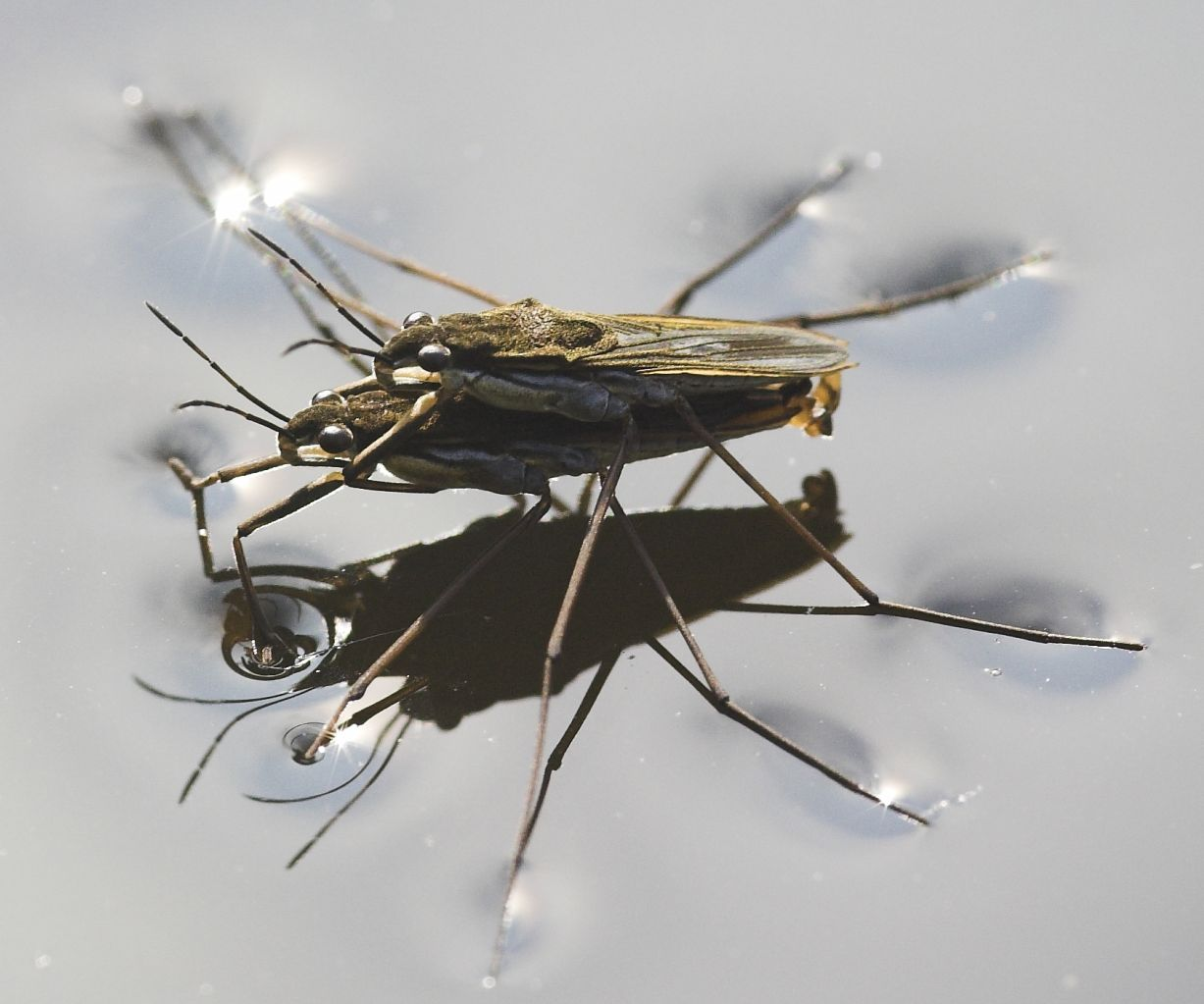
Tack vare ytspänningen kan dessa vattenlöpare röra sig på vattenytan.

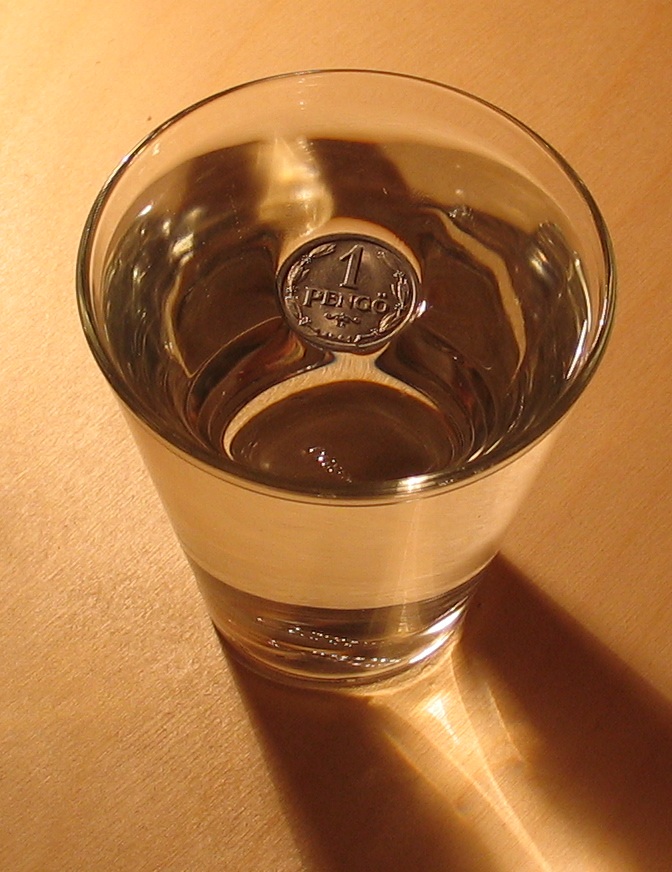
Ytspänningen håller myntet flytande

Ytspänning är summan av de krafter som uppstår mellan molekyler vid gränsytan mellan faserna vätska och gas (fasgränsytan), till exempel mellan vatten och luft. Ytspänningen är en kraft som är riktad inåt mot vätskan, och ger därmed skenet av att ytan är svagt böjd (konkav) om den betraktas från sidan. Fenomenet kan bland annat noteras i ett vanligt (ganska fyllt) glas med vatten (vattnet väter glaset). Ett motsatt fall äger rum med kvicksilver i ett glaskärl. Kvicksilver väter inte glas, och kvicksilverytan synes konvex.
Andra fenomen som skapas av ytspänning är vattendroppar, bubblor och kapillärkraft. Ytspänningen är bland annat viktig i lungornas luftbärande strukturer, alveolerna.
Ämnen som kan modifiera ytspänningen kallas surfaktanter (många andra termer används också, såsom tensider och ytaktiva ämnen).
Ytspänning anges med SI-enheterna N/m eller J/m² (modernt), eller i cgs-systemet med enheten dyn/cm (föråldrat). 
Ytspänning har även observerats i rinnande sand, genom att med höghastighetskamera observera att sanden klumpar ihop sig när den rinner. Denna ytspänning är dock väldigt mycket svagare än den i vätskor. 
Tack vare ytspänningen kan t.ex. skräddare (en insektsfamilj) springa på vattnet.